# North Gill Beck
Der North Gill Beck ist ein Wasserlauf in North Yorkshire, England. Er entsteht als Hambleton Dike an der Nordseite des Hambleton Hill. Er fließt in südöstlicher Richtung. Nachdem er die Stope Bridge passiert hat, wechselt er seinen Namen zu North Gill Beck. Bei seinem Zusammenfluss mit dem South Gill Beck entsteht der River Laver.